# Alexandre Mojaïski
Alexandre Fiodorovitch Mojaïski (en russe : Александр Федорович Можайский), né le 9 mars/21 mars[?] 1825 à Rochensalm, gouvernement de Vyborg, grand-duché de Finlande, Empire russe, mort le 20 mars/1er avril 1890 à Saint-Pétersbourg, est un officier kontr-admiral de la Marine impériale russe, un chercheur et un inventeur, précurseur de l'aviation en Russie.
Il est l'aîné d'une famille de cinq enfants. Son père, l'admiral Fiodor Timofeïevitch Mojaïski (Фёдор Тимофеевич Можайский), est marin comme son grand-père. Il se marie en 1861 et a deux enfants.
Le 19 mars 1955, l'Institut militaire d'ingénierie spatiale de Saint-Pétersbourg est nommé en son honneur (arrêté du Ministère de la Défense de l'URSS no 42).

## Biographie
Les dates indiquées sont celles du calendrier julien, en vigueur en Russie jusqu'en 1918.

### Carrière militaire
1833, A. Mojaïski fait ses études au corps des cadets de la Marine, et pendant six ans il étudie la navigation, l'astronomie, la mécanique théorique, la géométrie descriptive, l'arpentage, la tactique navale, le matelotage, la théorie de la construction navale, l'architecture navale et la langue française, et obtient son diplôme le 19 janvier 1841.

#### Flotte de la Baltique
En 1842, il est aspirant lorsqu'il effectue son service naval sur plusieurs navires de guerre dans la flotte de la Baltique, sur la Baltique et en mer Blanche. Ces sept années vont le durcir, approfondir ses connaissances et multiplier ses expériences pratiques. En 1849, il est promu lieutenant.

#### Le Japon

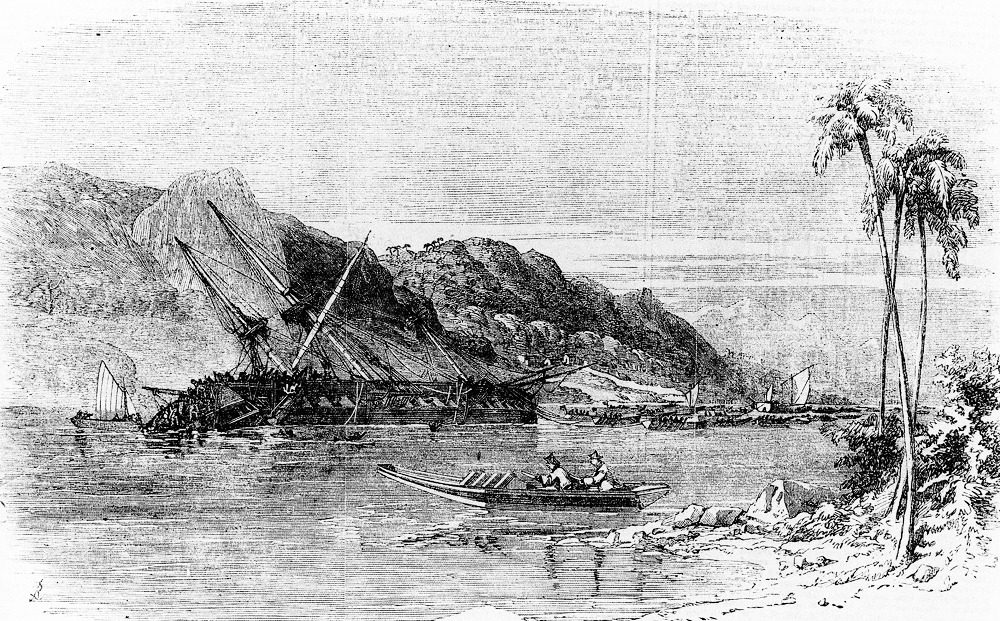
Naufrage de la Diana dans la Baie de Suruga

À Kronstadt, le 26 septembre 1853, il monte à bord de la frégate Diana (en) (Диана), qui prend la mer le 4 octobre sous le commandement du lieutenant Stepan Lessovski (1817-1866), avec 400 personnes à bord dont son frère cadet, le botaniste Carl Maximowicz (1827-1891) et Ivan Ivanovitch Boutakov. Ils voyagent à travers les océans Atlantique et Pacifique, puis après connaissance de la déclaration de guerre font route vers le Japon, où se joint, dans la baie de Castries, le 11 juillet 1854, l'expédition du contre-amiral Poutiatine (1803-1883) qui est chargé de conclure un traité de commerce avec le Japon. Celui-ci embarque avec le capitaine 2e rang et chef d'expédition Konstantin Possiet (1819-1899), le premier officier Alexeï Pechtchourov (1834-1891), Pavel Zelenoï (1833-1909), Alexandre Kolokoltsov (ru) (1833-1904). Le 23 décembre 1854, dans la baie de Shimoda, la frégate Diana subit un tremblement de terre Ansei (en) suivi d'un tsunami et, malgré un remorquage par une centaine de bateaux japonais, sombre dans la Baie de Suruga.
Pour leur retour en Russie, Alexandre Kolokoltsov et Mojaïski dirigent la construction d'une goélette légère (inspirée du magazine no 1 Collection de la mer de 1849) et le 14 avril 1855, elle porte le nom de Heda (en) (ヘダ), nom du village qui les a accueillis (véritable abri pendant la guerre de Crimée). Le chantier naval initie le Japon aux techniques de construction navale européenne.
En mai 1855 il est de retour, et dans l'année est nommé sur le brick Antenor en mer Baltique. Après la guerre, il reçoit une médaille, établit le 26 août 1856 par le Tsar Alexandre II[pas clair]. Dans l'année, il est décoré chevalier de l'ordre de Saint-Stanislas de deuxième classe.

#### Khiva
En 1858, il est en Asie centrale, et prend part à l'expédition de Khiva et Bukhara (une mission de Nikolaï Pavlovitch Ignatiev) à bord du bateau à vapeur Perovski (Перовский), sous les ordres du capitaine 1er rang Alexeï Boutakov, où se trouve à bord O.V. Struve. Dmitri Arseniev fait également partie de cette expédition. Mojaïski fait une première description du fleuve Amou-Daria et du bassin de la mer d'Aral.
Au retour de l'expédition, Mojaïski est décoré chevalier de l'ordre de Saint-Vladimir de quatrième classe.

#### Commandant
Officier supérieur sur l'Eagle, il navigue en mer Baltique, et le 8 septembre 1859, reçoit le grade de lieutenant-capitaine. Puis il est chef d'équipe pour l'installation d'un moteur à vapeur sur un bateau (Всадник), construit à Pori en Finlande, sur lequel il est nommé commandant, et vogue en mer Baltique.
En 1860, on lui décerne ses 15 années de service dans la marine Impériale.
Le 14 mars 1862, il est démis de ses fonctions de commandant et le 1er mai il est à Kronstadt dans les équipages des 12e de la Marine sous le commandement du capitaine 1er rang Abolechova.
Le 5 janvier 1863, il est nommé candidat pour le poste d'assistant en tant que conciliateur du 2e district de Griazovetski dans la province de Vologda (un service de détachement temporaire de la Marine). En 1866, il est promu au grade de capitaine 2e rang, et le 20 avril 1869, il est capitaine 1er rang.

#### Retraite militaire
En 1879, il est ré-engagé pour le service militaire actif et envoyé au corps des cadets de la Marine, où il enseigne à l'école de navigation. En juillet 1882, il est lieutenant-général, puis quitte la Marine pour « raisons familiales ». Le 3 mars 1886 il est kontr-admiral, à la retraite.

### Carrière d'inventeur

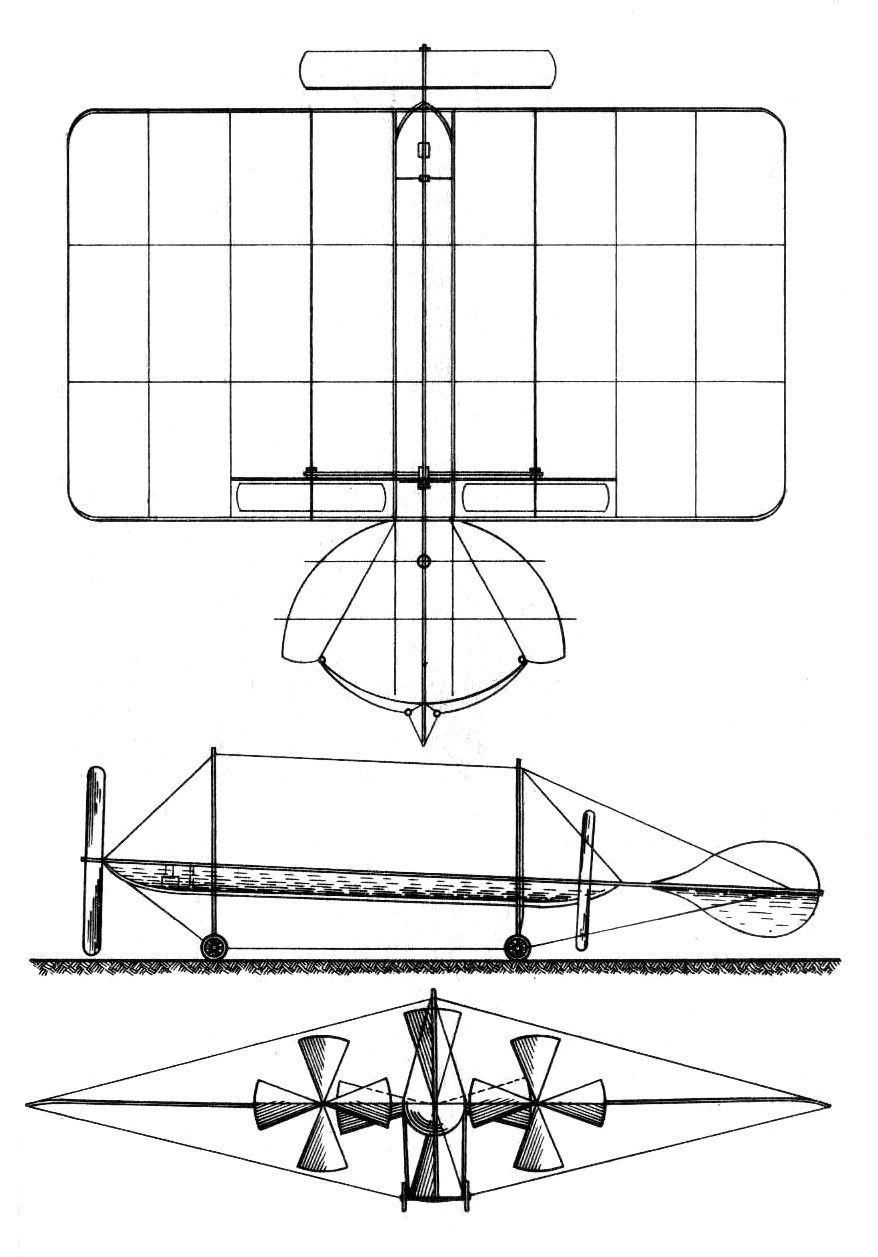
Plan du brevet, en 1881, de L'Avion de Mojaïski

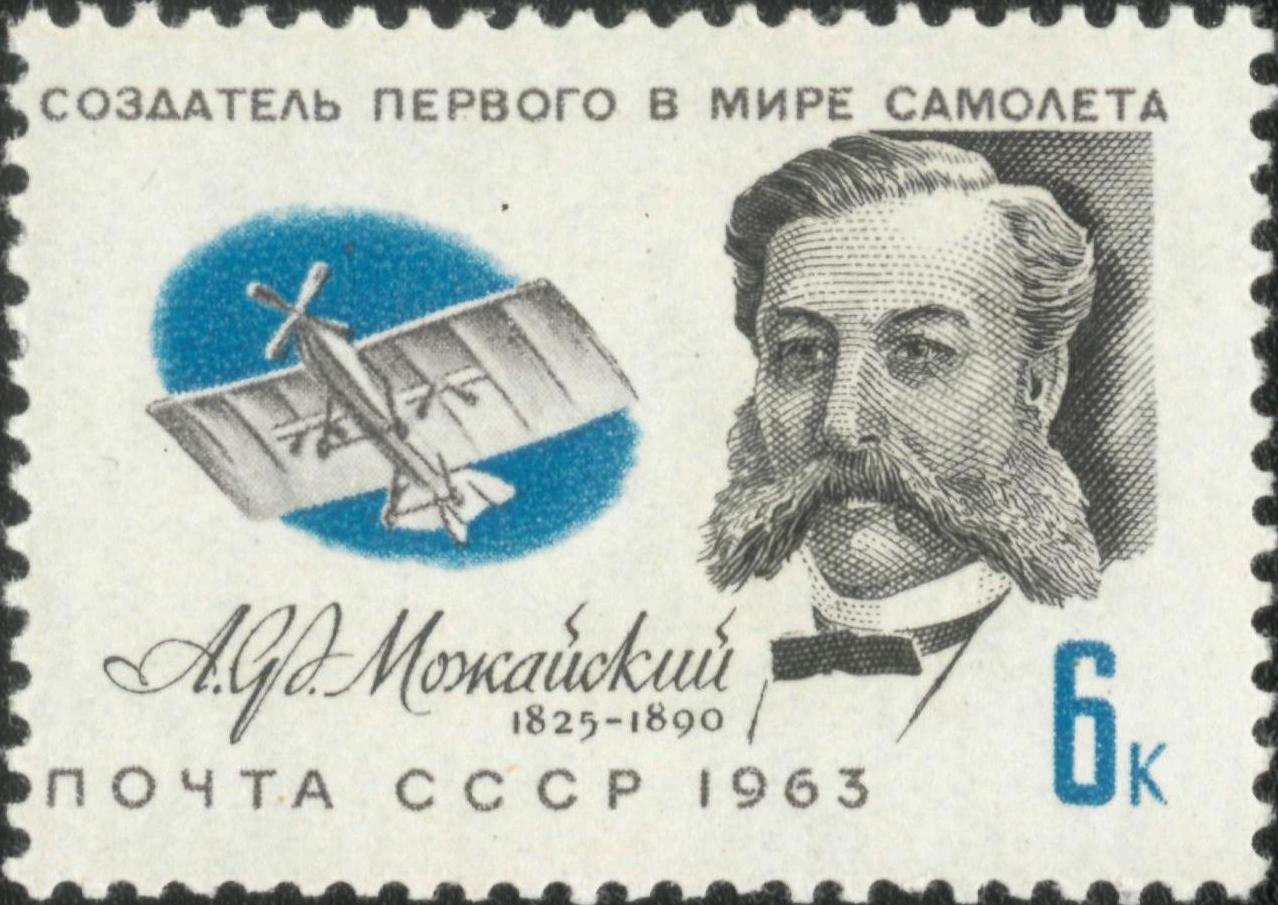
Timbre soviétique de 6 kopecks (1963)
Alexandre Mojaïski, précurseur de l'aviation

Au cours de son séjour au Japon, fin 1854-1855, il peint  des scènes de la vie quotidienne du peuple japonais et ses caractéristiques architecturales (une vingtaine de ses œuvres est conservée au Musée naval de Saint-Pétersbourg). Il est aussi daguerréotypiste.
À son retour, il s'intéresse au vol des oiseaux et aux cerfs-volants, et commence à envisager un appareil volant.

#### Vologda
Il se marie avec Lioubov Dmitrievna Kouzmina (Любовь Дмитриевна Кузьмина, 1847-1866), dans l'église Sainte-Catherine à Vologda, le 5 novembre 1861, avec qui il a deux fils, Alexandre et Nikolaï. Ils s'installent dans la région de Vologda (aujourd'hui Mojaïskoïe, et la maison est un musée). Il y étudie le vol et la structure des ailes des oiseaux, sur la rivière Bug Yuznuj, et le lac Koubenskoïe. Il s'aménage un atelier pour le travail du bois, construit des cerfs-volants (1868-1869) et les lance de la colline Bytchikha (en russe : горы Бычихи), il fait des recherches importantes pour le développement de l'aéronautique.
A. Mojaïski assiste aux réunions du Comité de Vologda, participe à la mise en œuvre de la réforme paysanne (1861-1876) et prépare la première exposition ethnographique de Moscou, qui a lieu au printemps 1867.

#### Voronovitsa
En 1869, son frère Nikolaï décède tragiquement. Veuf, Mojaïski s'installe, seul, sans ses enfants qui sont confiés à sa mère, dans la propriété acquise à une vente aux enchères par son frère d'Adolf Grocholski, à Voronovitsa, à 20 km de Vinnytsia (depuis 1971 : Musée de l'aviation et de l'astronautique). En 1870, il demande et reçoit des fonds du Ministère des forces armées russe pour ses recherches aériennes. Il travaille dans la vaste propriété, un palais de trois étages construit en 1780 avec 43 chambres sur 2 500 m2, sur un parc à la française, jusqu'en 1876,.

#### Saint-Pétersbourg
Toujours dans les Corps de la Marine, il s'installe à Saint-Pétersbourg, au 48 perspective Nevski,, et commence à construire son projet en utilisant les conseils d'éminents scientifiques russes. Selon l'ingénieur militaire Struve, « deux fois en l'air et a volé confortablement », Mozhaisky est soulevé du sol par son assemblage de cerfs-volants tiré par une troïka (chevaux). A. Mojaïski continue à améliorer son projet. En septembre, à Saint-Pétersbourg, il fait voler un modèle réduit, avec trois hélices, devant une foule de personnes : il roule le long de la table et décolle, vole rapidement et de façon constante, sous les yeux émerveillés des spectateurs, un vol stable à une vitesse supérieure à 5 m/s avec une charge supplémentaire d'environ 1 kg.
La construction de son modèle dans sa taille réelle nécessite une forte somme d'argent, qu'il n'a pas. Aussi, début 1877, il décide d'exposer son invention à la critique scientifique de la Cour impériale: son projet peut être utilisé à des fins militaires. Il adresse au comte Édouard Totleben, président du Ministère de la commission militaire de l'aéronautique, une demande de fonds nécessaires pour faire de la recherche et des expérimentations.
Le 24 août 1878, il est magistrat honoraire, district de Podolie.

##### Conception
Au 20 janvier, par arrêté du Ministre de la Défense Miloutine, une commission spéciale est formée pour examiner le projet de Mojaïski. Elle comprend des représentants majeurs de la science et de la technologie russes : Dmitri Mendeleïev, Nikolaï Pavlovitch Petrov (1836-1920) (auteur de la théorie hydrodynamique sur la friction, Loi de Petrov), le lieutenant-général Zverev, le colonel et ingénieur militaire Struve. Après deux réunions, ils décident qu'il est « capable de mener à bien par des résultats favorables » et délivre à l'inventeur 3 000 roubles (une somme importante) pour la poursuite de ses travaux, mais l'oblige à présenter un programme d'expériences pour l'appareil. Le 14 février, il présente au chef de projet de l'ingénierie son programme d'expériences, qui comprend une étude des hélices, etc. , la charge spécifique sur l'aile, la résolution de la question du contrôle et la durabilité de l'avion. Après avoir touché une partie seulement de la somme promise (2 192 roubles), l'inventeur travaille dans des conditions très difficiles, manque de moyens financiers mais, malgré tout, construit bientôt un nouveau modèle. Qui, selon ses contemporains, « a volé bas librement avec beaucoup de douceur ».
Le 23 mars 1878, il fait appel au Bureau de l'ingénieur en chef et demande des fonds supplémentaires, 18 895 roubles, pour la construction d'une grande machine « capable de soulever une personne », et présente des dessins détaillés, avec les calculs appropriés, et une note explicative contenant une description de l'appareil. Il a également prévu l'installation d'équipements de navigation aérienne : une boussole, un compteur de vitesse, un baromètre, un altimètre, deux thermomètres, une ouverture pour les bombardements... Sur le plan de Mojaïski, l'avion est destiné à des fins militaires, pour la reconnaissance et le bombardement. Il souligne que « la construction de l'appareil, de par le côté technique, ne présente aucune difficulté ou impossibilité ». Une nouvelle commission d'experts est nommée – le général Paucker, le général Gueria et le colonel Walberg. Après deux réunions, dont la première le 12 avril où la Commission doute que la machine puisse flotter dans les airs et demande des données supplémentaires, elle rend enfin sa décision le 15 juin pour rejeter sa demande.
Mojaïski conteste cette décision auprès du ministre de la Guerre Vannovski. Cependant celui-ci approuve la décision de la Commission. Il envoie également une lettre au Bureau de l'ingénieur en chef, le général Zverev. Sans succès.
Un grand soutien moral des scientifiques russes lui est fourni, dont le professeur I. Alymov de la Naval Academy qui écrit : « ... Mojaïski est peut-être même à la dernière étape pour résoudre la grande question de la navigation dans l'air, avec le contrôle de la direction voulue et souhaitée... il a, à notre avis, le grand mérite, si ce n'est de résoudre complètement ce problème dans la pratique, du moins, d'être très proche de la réponse, et donc de la solution à la question de la montgolfière ».

##### Construction
Avec ses propres moyens financiers, il continue, étudie les forces aérodynamiques et, encouragé par le succès de ses maquettes, persévère et construit une machine. En mars, il présente un appareil expérimental original et décide de faire breveter son invention. Le 4 juin 1880, il dépose une demande au Ministère du Commerce et des Manufactures. Et le 3 novembre 1881, le Capitaine 1er rang Mojaïski reçoit un brevet, afin de « mettre en œuvre pour voler dans les airs », pour sa conception d'un monoplan avec un moteur à vapeur, présentée par des dessins.
Il fait alors appel au Ministre de la Marine, Stepan Lessovski (son ancien commandant sur la frégate Diana) pour obtenir des fonds pour l'achat et la construction de ses moteurs à vapeur (dessins de ses créations à l'appui). Lessovski demande au Ministre des Finances 5 000 roubles, mais celui-ci refuse. Aussi, se tourne-t-il vers l'adjudant général Greig, au Ministère de la Guerre, et obtient une promesse de soutien, à condition que le Ministre de la Marine soit également sur cette pétition. Le Ministre de la Marine Lessovski appuie la pétition, et « ...parce que des résultats militaires significatifs peuvent être attendus ainsi que la réponse à la question de la montgolfière...», la demande pour le capitaine 1er rang Mojaïski des 2 500 roubles (au lieu des 5 000 demandés) est accordée. Avec l'argent, Mojaïski voyage en Angleterre et achète des pièces pour deux moteurs à vapeur: le 21 mai 1881, ils sont à Saint-Pétersbourg. Pour assembler son appareil, il demande de l'aide au chantier naval de la Baltique. Mais la gestion de l'usine apprend que l'inventeur n'a pas d'argent et refuse. Il fait donc appel au gouvernement royal, afin d'obtenir un soutien financier pour l'assemblage et les essais, de 5 000 roubles. Le tsar Alexandre III rejette sa demande. Il commence alors lui-même la construction de son appareil, grâce à l'argent récolté par la vente de tous ses biens immobiliers.

##### Essai de vol
En été 1882, le Ministère de la Guerre transporte son matériel sur une parcelle de terrain militaire à Krasnoïe Selo, près de Saint-Pétersbourg, où Mojaïski construit son appareil. Il teste son monoplan à vapeur, avec son adjoint mécanicien Ivan Nikiforovitch Goloubev (Иван Никифорович Голубев) aux commandes de l'appareil, qui s'élance sur une rampe inclinée et parcourt environ 30 mètres au-dessus du sol en ligne droite. Une aile est endommagée à l'atterrissage.
Aussi par deux fois, le 24 juin et le 16 juillet 1885, il fait appel au Ministère de la guerre pour demander un soutien financier et essuie à chaque fois à nouveau un refus.

### Décès
Alexandre Mojaïski, avec des ressources dérisoires, continue à travailler sur le perfectionnement de son appareil jusqu'aux derniers jours de sa vie. Il décède le 21 mars 1890, sans avoir pu achever le 2e moteur pour son avion. Sa sépulture est située dans le cimetière de Smolensk à Saint-Pétersbourg.
Il est le deuxième à avoir réussi un décollage assisté, le premier étant réalisé en 1874 par le Français Félix du Temple: ils sont les précurseurs dans l'histoire de l'aviation, leurs modèles techniques ont contribué à la création d'avions